# Taisei Miyashiro
Taisei Miyashiro (jap. 宮代 大聖, Miyashiro Taisei; * 26. Mai 2000 in Tokio, Präfektur Tokio) ist ein japanischer Fußballspieler.

## Karriere

### Verein
Taisei Miyashiro erlernte das Fußballspielen in der Jugendmannschaft von Kawasaki Frontale. Der Verein aus Kawasaki, einer Stadt auf der japanischen Hauptinsel Honshū im Nordosten der Präfektur Kanagawa, spielte in der höchsten Liga des Landes, der J1 League. Von Juli 2019 bis Januar 2020 wurde er an den in der J2 League spielenden Renofa Yamaguchi FC ausgeliehen. Für den Club aus Yamaguchi absolvierte er 19 Zweitligaspiele. Nach der Ausleihe kehrte er Anfang 2020 wieder zu Frontale zurück. Die Saison 2021 wurde er an den Erstligaaufsteiger Tokushima Vortis nach Tokushima ausgeliehen. Am Ende der Saison musste er mit Vortis als Tabellensiebzehnter in die zweite Liga absteigen. Direkt im Anschluss wechselte er ebenfalls auf Leihbasis zum Erstligisten Sagan Tosu. Für Sagan bestritt er 22 Ligaspiele. Nach der Ausleihe kehrte er zur Saison 2023 zu Frontale zurück. Am 9. Dezember 2023 stand er mit Frontale im Finale des japanischen Pokals. Hier besiegte man Kashiwa Reysol mit 8:7 im Elfmeterschießen. Nach insgesamt 46 Ligaspielen für Frontale wechselte er im Januar 2024 zum ebenfalls in der ersten Liga spielenden Vissel Kōbe. Am 24. November 2024 stand er mit Vissel Kōbe im Endspiel des Kaiserpokals. Gegen Gamba Osaka gewann man durch das Tor von Taisei Miyashiro mit 1:0.  Am Ende der Saison 2024 feierte er mit Vissel die japanische Meisterschaft.

### Nationalmannschaft
Taisei Miyashiro spielte 2015 dreimal für die japanische U15–Nationalmannschaft. 2017 lief er neunmal für die U17 auf. Für die U18 und U19 spielte er 2018. Das Trikot der U20 trug er 2019 sechsmal.

## Erfolge
Kawasaki Frontale
- Japanischer Meister: 2018, 2020
- Japanischer Pokalsieger: 2020 2023

Vissel Kōbe
- Japanischer Meister: 2024
- Japanischer Pokalsieger: 2024